# Гангрена (книга)
«Гангрена» (англ. Gangraena) — книга (ересиологический трактат) английского писателя, пуританского священника Томаса Эдвардса.
Полное название книги таково: «Gangraena: or A Catalogue and Discovery of many of the Errors, Heresies, Blasphemies and pernicious Practices of the Sectaries of this time, vented and acted in England in these four last years: as also, A Particular Narration of divers Stories, Remarkable Passages, Letters; an Extract of many Letters, all concerning the present Sects; together with some Observations upon, and Corollaries from all the fore-named Premisses».
Вышла в свет через год после книги Эфраима Пэджита с названием Heresiography. Оба произведения повествовали о ереси и сектантстве в протестантстве Англии тех времён. Вызвала реакцию общественности в виде множества памфлетов, появившихся в 1646—1647 годах. В их числе были очерки Джона Лилбёрна, Джона Гудвина и других авторов.